# Hans Löffler (Politiker)

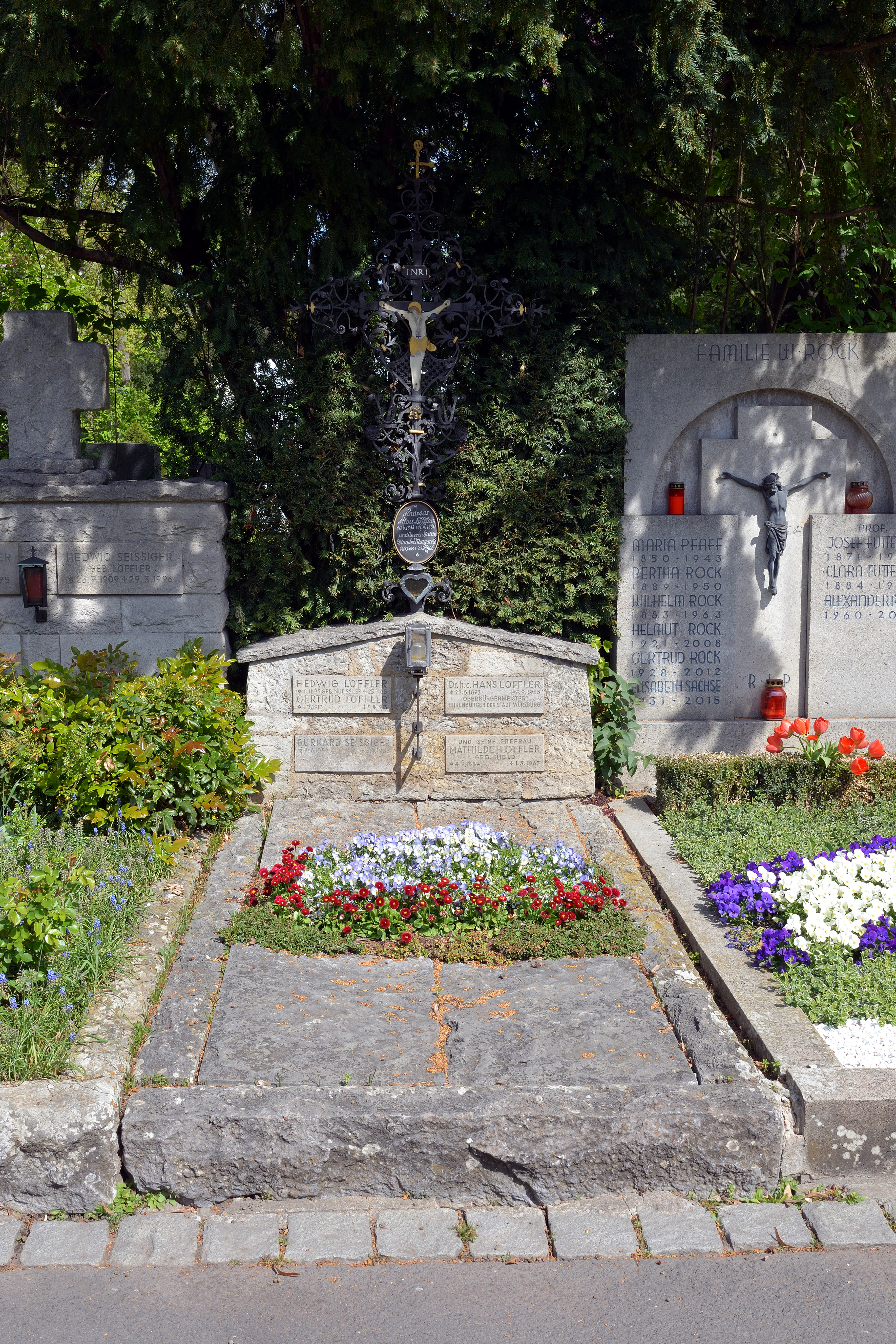
Grab auf dem Hauptfriedhof Würzburg

Hans Löffler (* 22. Juni 1872 in Karlstadt; † 7. September 1955 in Würzburg) war ein deutscher Verwaltungsjurist und Kommunalpolitiker. Er war von 1921 bis 1933 und von 1946 bis 1948 Oberbürgermeister der Stadt Würzburg.

## Leben
Hans Löffler besuchte das „Alte Gymnasium“ in Würzburg und studierte anschließend an der Julius-Maximilians-Universität Rechts- und Staatswissenschaften. 1892 schloss er sich hier dem Corps Bavaria an. Nach dem Ablegen der bayerischen Staatsprüfung für den höheren Justiz- und Verwaltungsdienst wurde er 1899 Rechtsrat (rechtskundiger Magistratsrat) in Würzburg und wurde noch vor 1914 zum städtischen Polizeireferenten ernannt. Während des Ersten Weltkriegs war er für die Verwaltung der Kriegswirtschaft zuständig. Im April 1919 gehörte Löffler zu den vom Revolutionären Arbeits-Ausschuss der Würzburger Räterepublik genommenen Geiseln. Am 24. Juni 1919 wurde Löffler (als Angehöriger der linksliberalen DDP und Nachfolger des Hofrats Bernhard Brand) zum Zweiten rechtskundiger Bürgermeister in Würzburg gewählt und damit Erster Stellvertreter von Andreas Grieser.

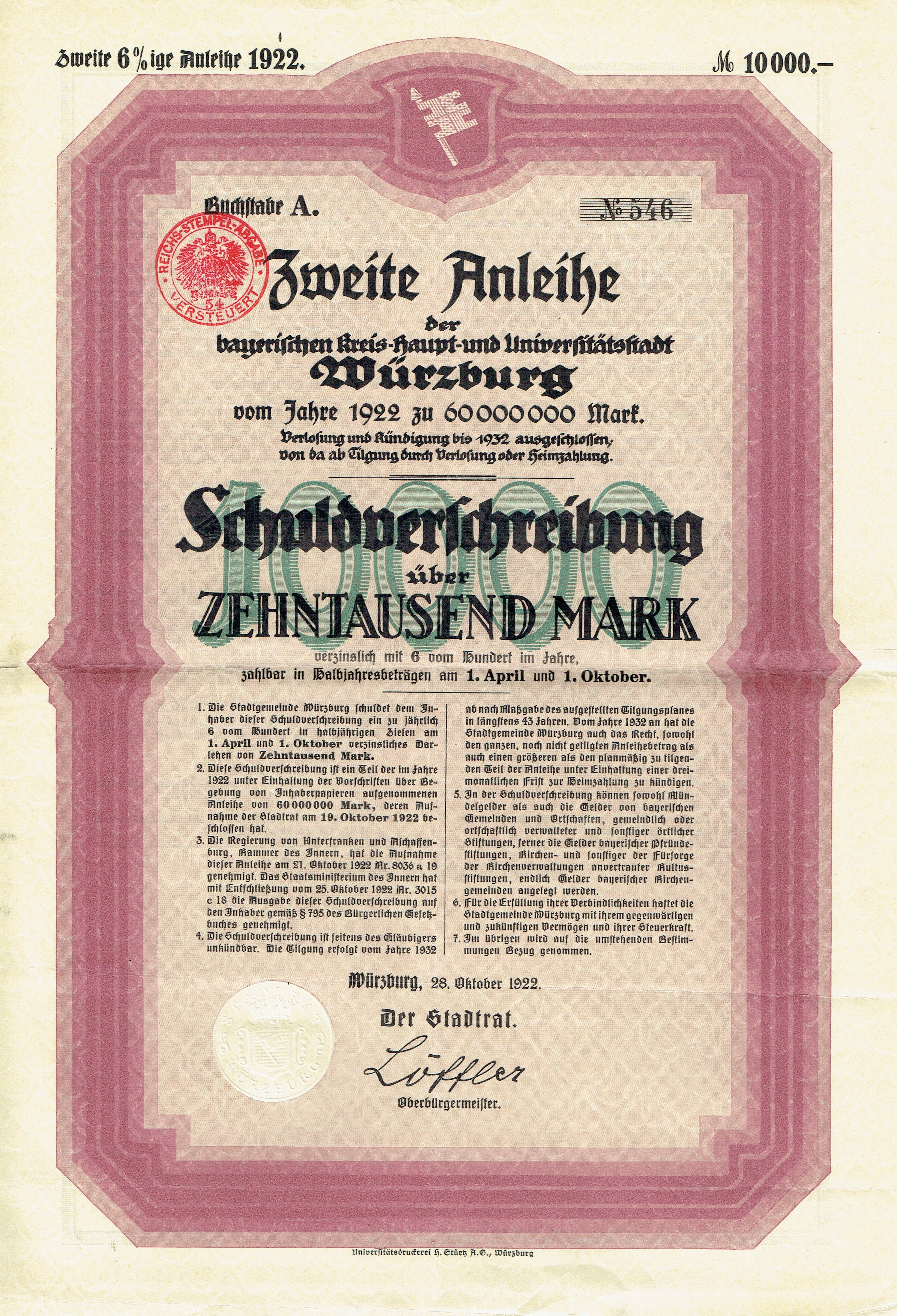
Anleihe über 10000 Mark der Stadt Würzburg vom 28. Oktober 1922 mit Unterschrift von Oberbürgermeister Löffler.

Am 13. Februar 1921 wurde er, unterstützt von allen bürgerlichen Parteien, in direkter Volkswahl mit 10.758 von 10.769 abgegebenen Stimmen Erster rechtskundiger Bürgermeister (am 17. Oktober 1922 Umbezeichnung in Oberbürgermeister) der Stadt Würzburg. Für von ihm bereits zuvor durchgeführte jahrelange Verhandlungen, die den Bau des Luitpoldkrankenhauses und dessen Fertigstellung 1921 ermöglichten, erhielt er von der Würzburger Medizinischen Fakulität die Ehrendoktorwürde. Am 31. Oktober 1930 wurde er einstimmig als Oberbürgermeister wiedergewählt. Nach der sogenannten nationalsozialistischen Machtergreifung weigerte Löffler sich am 9. März 1933, die Hakenkreuzfahne aufziehen zu lassen, wie durch Gauleiter Otto Hellmuth und Kreisleiter Theo Memmel von ihm gefordert wurde. Im selben Jahr wurde Hans Löffler nach der am 23. März durch Regierungspräsident Bruno Günder erfolgten Beurlaubung ebenso wie der seit 1921 amtierende Zweite Bürgermeister Julius Zahn, welcher wie Löffler politisch der BVP nahestand, vom Stadtrat am 27. April 1933 einstimmig beschlossen mit Wirkung vom 1. Mai 1933 in den Ruhestand, den beide, von der SA unter Druck gesetzt, im April beantragt hatten, versetzt. Bis zum Zusammenbruch der NS-Diktatur lebte er am Chiemsee. 1945 wurde er Wiederaufbaukommissar der Regierung von Unterfranken. Er schloss sich der CSU an. Seine Kandidatur zur Bürgermeisterwahl von 1945 hatte er zurückgezogen und Michael Meisner von der WWW (Wahlgemeinschaft Wiederaufbau Würzburg) übte das Amt bis Juli 1945 aus. Vom 16. August 1946 bis zum 30. Juni 1948 war Löffler als Nachfolger Meisners dann abermals gewählter und im Gegensatz zu Meisner mit der Militärregierung gut auskommender Oberbürgermeister von Würzburg. Aus Altersgründen trat er am 30. Juni 1948 von seinem Amt zurück. Als Nachfolger Löfflers wurde am 1. Juli 1948 Hermann Hagen, ein Dozent der TH Karlsruhe, gewählt, der krankheitsbedingt jedoch das Oberbürgermeisteramt nicht antreten konnte.
Zu den politischen Leistungen von Löffler gehörten der Wohnungsbau, der Ausbau der Stadtwerke Würzburg nach dem Ersten Weltkrieg und die Eingemeindung von Heidingsfeld sowie die aufgrund seiner jahrelangen Verhandlungen 1921 ermöglichte Fertigstellung des Luitpoldkrankenhauses und die Mitbeteiligung an der Gründung der Neuen Würzburger Straßenbahnen GmbH am 5. Juni 1924, an der die Stadt zu 60 Prozent beteiligt war. Er förderte das Mozartfest, initiierte die Errichtung der Städtischen Volksbücherei und organisierte die am 10. Mai 1930 stattgefundene Walther-von-der-Vogelweide-Feier der Stadt Würzburg.
Löffler war langjähriges Mitglied des Finanz- und Personalausschusses des Bayerischen Städtetages, Mitglied in der Bayerischen Sparkassenorganisation und Mitglied des Kreistages von Unterfranken. Bis 1933 war er Aufsichtsrat der Kreis-Elektrizitätsversorgungs AG, an deren Gründung er maßgeblich beteiligt war und woraus später das Überlandwerk Unterfranken hervorging.

## Auszeichnungen
- 1921 verlieh die Universität Würzburg Hans Löffler die Ehrendoktorwürde eines Dr. med. h. c.
- 1925 verlieh ihm der Landesvorstand der Vereinigten Flieger-Verbände Bayerns die Ehrenmitgliedschaft[14]
- 1927 ernannte ihn die Universität Würzburg zum Ehrenmitglied und 1932 zum Ehrensenator.
- 1947 wurde er anlässlich seines 75. Geburtstages zum Ehrenbürger der Stadt Würzburg ernannt.
- 1952 wurde ihm anlässlich seines 80. Geburtstages die goldene Stadtplakette der Stadt Würzburg und das Bundesverdienstkreuz verliehen.
- Nach seinem Tod wurde nach ihm eine Straße in der Würzburger Keesburgsiedlung benannt.